# Mari (Stadt)

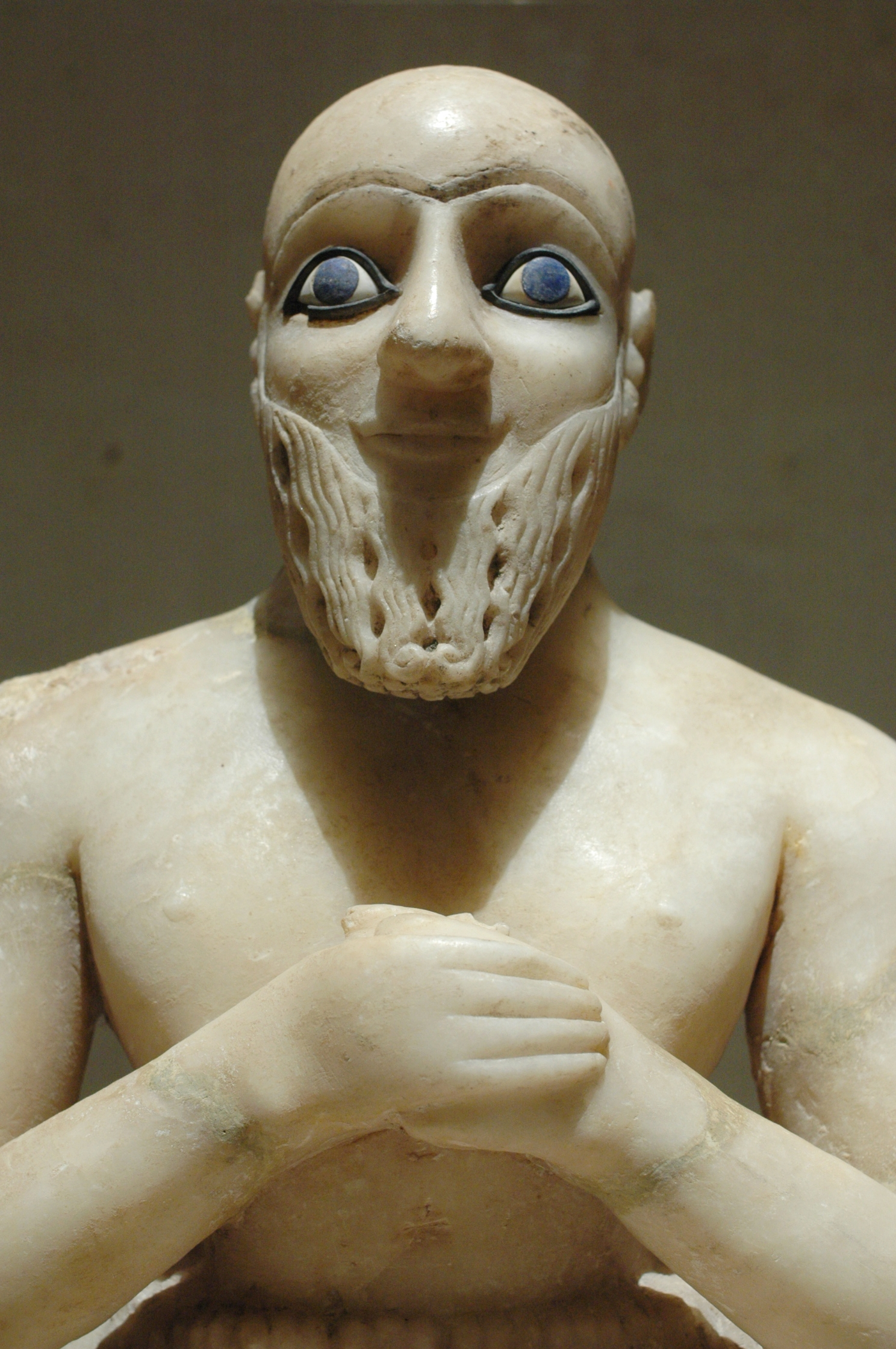
Eine Statue aus Mari

Mari (heute Tell Hariri, Syrien) war als mesopotamischer Stadtstaat ein bedeutendes Kulturzentrum Vorderasiens, dessen Anfänge an das Ende des dritten Jahrtausends v. Chr. zurückreichen. Angaben über die Gründung von Mari sind jedoch nicht bekannt. Bereits in vorsargonischer Zeit war Mari im Vergleich zu den größeren Städten Babyloniens ein ebenbürtiger Ort.

## Geschichte
Nach der sumerischen Königsliste errang Mari als siebte Stadt die Herrschaft über Sumer bzw. Mesopotamien nach der Flut. Sargon von Akkad setzte dieser Herrschaft ein Ende. Zur Zeit der Amurriter 1776 v. Chr. herrschte Zimri-Lim, der zahlreiche Kriege führte. Sein Leben ist durch Briefe und ein Epos bekannt. Seine Herrschaft beendete Hammurapi, der die Stadt 1759 v. Chr. (nach der mittleren Chronologie) zerstörte.

## Archäologie
Um 2000 v. Chr. war Mari eine kreisförmig angelegte Stadt mit einem Durchmesser von 2 km und den Palästen im Zentrum. Ein Kanal verband die Stadt mit dem Fluss.
Über 20.000 Tontafeln in akkadischer Sprache wurden seit 1933 ausgegraben. In der Forschung wird deshalb oft von Tontafel-Archiven oder Mari-Archiven gesprochen. Daneben kamen Beterfiguren und Statuen aus Gips, Bronze und Lapislazuli wie die des Sängers Ur-Nanše ans Tageslicht. Mari ist Fundort des Schatzes von Mari, 4500 Jahre alten Figuren aus Gold, Lapislazuli, Bronze und Elfenbein. Außerdem entdeckte man den riesigen Palast von Mari. In der Bibliothek befanden sich königliche Erlasse, Rechnungen, Anweisungen für den Bau von Kanälen, Dämmen, Schleusen, und anderen Einrichtungen der Bewässerung, sowie Wirtschaftstexte und Diplomatenkorrespondenz. In den Texten kamen Namen wie Peleg, Serug, Nahor, Terach und Haran vor, die aus der Bibel als Verwandte Abrahams und Namen von nordmesopotamischen Städten bekannt sind (Gen 11,17–32 ).
Zu den archäologischen Befunden gehört der Tempel der Ištar. Große Bedeutung hatte auch die Prophetie, die sich beispielsweise der Leberschau und der Astrologie bediente. Mari verdankte seinen Reichtum vor allem den Zöllen aus dem Verkehr zwischen dem Persischen Golf und dem Mittelmeer. Zinn, Kupfer mit Harzprodukten, Hölzer, Olivenöl und Wein waren begehrte Handelsgüter.

### Schäden im Bürgerkrieg
Während des Bürgerkrieges in Syrien ab 2011 kam es an den archäologischen Stätten in Mari zu umfangreichen Zerstörungen und Plünderungen. Kämpfer der Terrorgruppe Islamischer Staat plünderten den Palast und trieben auf der Suche nach Wertgegenständen Tunnel ins Erdreich. Die Abdeckung, die Forscher 2010 über den Ausgrabungsstätten zum Schutz angelegt hatten, wurde dabei gesprengt. Mari galt im Frühjahr 2018 als die am meisten geplünderte Stätte im Land.

## Liste der Herrscher von Mari in der šakkanakku-Periode
| Statthalter (šakkanakku) von Mari im 3. Jahrtausend v. Chr. |                 |                        |
| Statthalter                                                 | Regierungszeit  | Bemerkungen            |
| Ididiš                                                      | ?–? v. Chr.     | Regierungsdaten fehlen |
| Šu-Dagan                                                    | ?–? v. Chr.     | Regierungsdaten fehlen |
| Išme-Dagan                                                  | ?–? v. Chr.     | Regierungsdaten fehlen |
| Nûr-Mêr                                                     | ?–? v. Chr.     | Regierungsdaten fehlen |
| Ištub-Ilum                                                  | um 2150 v. Chr. |                        |
| Išgum-Addu                                                  | ?–? v. Chr.     | Regierungsdaten fehlen |
| Apil-kīn                                                    | ?–? v. Chr.     | Regierungsdaten fehlen |
| Iddin-ilum                                                  | ?–? v. Chr.     | Regierungsdaten fehlen |
| Ili-Ištar                                                   | ?–? v. Chr.     | Regierungsdaten fehlen |
| Turam-Dagān                                                 | ?–? v. Chr.     | Regierungsdaten fehlen |
| Puzur-Ištar                                                 | ?–? v. Chr.     | Regierungsdaten fehlen |
| Hitlal-Erra                                                 | um 2000 v. Chr. |                        |
| Hanun-Dagan                                                 | ?–? v. Chr.     | Regierungsdaten fehlen |
| Ibbit-Lim                                                   | um 1950 v. Chr. |                        |

## Liste der Könige von Mari
| Könige von Mari bis 1695 v. Chr. |                   |                                  |
| Könige                           | Regierungszeit    | Bemerkungen                      |
| Iblul-il                         | ?–? v. Chr.       | Regierungsdaten fehlen           |
| Itur-Šamagan                     | ?–? v. Chr.       | Regierungsdaten fehlen           |
| Lamgi-Mari                       | ?–? v. Chr.       | Regierungsdaten fehlen           |
| Ištup-ilum                       | ?–? v. Chr.       | Regierungsdaten fehlen           |
| Idi-ilum                         | ?–? v. Chr.       | Regierungsdaten fehlen           |
| Tura-Dagan                       | ?–? v. Chr.       | Regierungsdaten fehlen           |
| Puzur-Ištar                      | ?–? v. Chr.       | Regierungsdaten fehlen           |
| Milaga                           | ?–1773 v. Chr.    | Regierungsdaten fehlen           |
| Jaggid-Lim                       | 1772–1752 v. Chr. | 21 Jahre                         |
| Jaḫdun-Lim                       | 1751–1735 v. Chr. | 17 Jahre                         |
| Sumu-Adad                        | 1734–1733 v. Chr. | 2 Jahre                          |
| Jasmah-Adad                      | 1732–1714 v. Chr. | 19 Jahre, Sohn des Šamši-Adad I. |
| Zimri-Lim                        | 1713–1695 v. Chr. | 19 Jahre, Vater von Kirûm        |